# 제54회 미국 감독 조합상
제54회 미국 감독 조합상은 2001년 뛰어난 활동을 보인 영화 감독을 기리기 위해 2002년 3월에 열린 시상식이다. 뉴욕, Century Plaza Hotel에서 개최되었으며 사회자는 칼 라이너이다.

## 수상 및 후보

### 감독상(영화부문)
- 뷰티풀 마인드 - 론 하워드 수상

### 감독상(TV영화부문)
- 프랭크 피어슨 수상

### 감독상(다큐멘터리부문)
- 스타텁 닷컴 - 크리스 헤지더스 수상

### 감독상(광고부문)
- Bob Kerstetter 수상

### 명예상
- 델버트 맨 수상

### 로버트 B. 알드리치 상
- 에드윈 쉐린 수상

### 프랑크 카프라 상
- 버트 블루스타인 수상

### 프랭크린 J. 샤프너 상
- Anita Cooper-Avrick 수상